# Светозар Ћоровић
Светозар Ћоровић (Мостар, 29. мај 1875 — Мостар, 17. април 1919) био је један од познатијих српских приповједача из херцеговачког краја.

## Биографија
Светозар Ћоровић родио се 29. маја 1875. године у Мостару, гдје је завршио основну и трговачку школу. Од 1887. године објављивао је радове у многим листовима и часописима: Голуб, Невен, Босанска вила, Луча, Отаџбина и Бранково коло. Био је активан члан мостарског друштва „Гусле“. Огледао се и у другим књижевно-културним активностима: уредник календара Неретљанин (1894, 1895), покретач и уредник (прва три годишта) часописа Зора (1896—1901), члан редакције и сарадник опозиционог листа Народ (1907).
За вријеме анексионе кризе 1908. избјегао је у Италију. У босански сабор за посланика је био изабран 1910. По избијању рата 1914. је ухапшен, одведен у таоце, потом мобилисан и као војник послан у Мађарску. Тешко болестан вратио се у Мостар 1917. године.
Светозар Ћоровић умро је у Мостару 17. априла 1919. године. Умро је од болести коју је добио у аустријским логорима и интернацијама, у којима је провео прве три године Првог свјетског рата. Његов брат је Владимир Ћоровић, српски историчар.

## Дјела
Писао је много: објавио је десетак књига приповједака, скоро исто толико романа и неколико драма. Од појединачних дјела издвајају се романи „Мајчина султанија” (1906) с необичним ликом паланачке каћиперке у средишту, „Стојан Мутикаша” (1907), гдје је испричана историја човјека који од сиромашна сеоског дјечака постаје велик трговац, зеленаш и поганац, и „Јарани” (1911), у којима је приказан муслимански живаљ Херцеговине у немирна времена уочи престанка турске власти. Ћоровић је вјешт приповједач, пише лако и брзо, његово је приповиједање једноставно и природно, композиција како у кратким тако и у дужим формама спретна, мотиви добро одабрани, радња сигурно вођена.
Његова најпознатија дјела су: „Женидба Пере Карантана” (1905), „Мајчина султанија” (1906), „Стојан Мутикаша (1907), „У ћелијама” (1908), „У мраку” (1909), „Јарани” (1911), „Зулумћар” (1913), „Као вихор” (1918); приповијетке („Богојављенска ноћ”, „Пријатељи”, „Под пећинама”, „На води”, „На Васкрс”) и најзад неколико позоришних комада: двије шаљиве игре „Поремећен план” и „Издаје стан под кирију” (1899) и актовке „Он”, „Адембег”, „Птице у кавезу” и „Повратак”.

## Награда Светозар Ћоровић
Награда „Светозар Ћоровић” се додјељује у Србији и Републици Српској, док се у Републици Српској традиционално одржавају „Ћоровићеви сусрети писаца“.